# Noir scandinavo
Il noir scandinavo o letteratura poliziesca scandinava, anche chiamato noir nordico, è un genere letterario che comprende la letteratura poliziesca scritta in Scandinavia con certe caratteristiche comuni, tipicamente con stile realistico, una vena oscura e moralmente complessa. Secondo il critico Barry Forshaw, "La letteratura poliziesca nordica porta con sé un'impronta più rispettabile... di fiction di genere simile prodotte in Gran Bretagna o negli Stati Uniti d'America". Il linguaggio, gli eroi e le ambientazioni sono tre elementi comuni del genere, che è caratterizzato da uno stile di scrittura semplice e diretto senza metafore.
I romanzi sono spesso del sottogenere poliziesco procedurale, concentrandosi sul monotono lavoro della polizia giorno dopo giorno, tuttavia non coinvolgendo sempre l'investigazione simultanea di diversi crimini.

## Caratteristiche comuni
Alcuni critici dell'Economist attribuiscono il successo del genere a uno stile distintivo e attraente, "realistico, semplice e preciso [...] e nudo delle parole non necessarie". I loro protagonisti sono tipicamente detective logorati da preoccupazioni e lungi dall'essere semplicemente eroici.
Le trame sono influenzate anche dal  sistema economico e sociale della Scandinavia dove l'apparente uguaglianza, la giustizia sociale e il liberalismo del modello nordico coprono segreti oscuri e odi nascosti. La trilogia Millennium di Stieg Larsson, per esempio, si occupa di misoginia, stupro e violenza contro le donne, mentre il romanzo Assassino senza volto di Henning Mankell si concentra sul fallimento della Svezia nell'integrare la popolazione di immigrati..

## Autori
Negli anni 1960-1980, tra i molti autori di gialli scandinavi, raggiunsero notorietà internazionale Maj Sjöwall (1935–2020) e Per Wahlöö (1926–1975), coppia di autori svedesi, Kerstin Ekman (1933), svedese, il danese Anders Bodelsen (1937– 2021) e alcune opere di Mika Waltari (1908–1979), autore finlandese, più noto per la sua produzione di romanzi storici.
Dal 1991, il genere conobbe una diffusione sempre più ampia, comprendendo autori capaci di costruire personaggi destinati al massimo sviluppo (quali: Kurt Wallander, Annika Bengtzon, Hanne Wihlelmsen, Harry Holm e molti altri protagonisti di serie di romanzi). Si affermarono premi letterari internazionali, quali il Glasnyckeln e molti autori scandinavi si aggiudicarono con le loro opere i riconoscimenti più ambiti )come il Gold Dagger).
Tra gli scrittori appartenenti a questo fenomeno culturale, si possono citare, indicati per nazionalità e data di nascita:
Danesi
- Jussi Adler-Olsen (1950)
- Leif Davidsen (1950)
- Peter Høeg (1957)
- Michael Larsen (1961)

Finlandesi
- Reijo Mäki (1958)
- Matti Rönkä (1959)
- Leena Lehtolainen (1964)
- Christian Rönnbacka (1969)
- Mikko Porvali (1980)

Islandesi
- Arnaldur Indriðason (1961)
- Yrsa Sigurðardóttir (1963)
- Ragnar Jónasson (1976)

Norvegesi
- Gunnar Staalesen (1947)
- Karin Fossum (1954)
- Kjell Ola Dahl (1958)
- Anne Holt (1958)
- Jo Nesbø (1960)
- Pernille Rygg (1963)
- Frode Sander Øien (o Samuel Bjørk) (1969)
- Jørn Lier Horst (1970)
- Thomas Enger (1973)
- Hans Olav Lahlum (1973)
- Christer Mjåset (1973)

Svedesi
- Leif G. W. Persson (1945)
- Majgull Axelsson (1947)
- Henning Mankell (1948–2015)
- Håkan Nesser (1950)
- Göran Lundin (1950)
- Åke Edwardson (1953)
- Kjell Eriksson (1953)
- Stieg Larsson (1954–2004)
- Helene Tursten (1954)
- Mari Jungstedt (1962)
- Liza Marklund (1962)
- Arne Dahl (1963)
- Carl-Johan Vallgren (1964)
- Karin Alvtegen (1965)
- Åsa Larsson (1966)
- Mons Kallentoft (1968)
- Camilla Läckberg (1974)
- Jens Lapidus (1974)
- Johan Theorin (1963)
- Lars Kepler

## Il noir scandinavo in televisione
Il Noir scandinavo (o come viene più spesso definito Nordic Noir) è un sottogenere del giallo televisivo e una tendenza recente della serialità televisiva contemporanea di genere crime. Questo filone nasce nella regione della Scandinavia e si sviluppa a partire dal 2005 con l'uscita della serie televisiva svedese Wallander,  consolidandosi negli anni successivi con la serie danese The Killing e la co-produzione dano-svedese The Bridge. Il Nordic Noir diffusosi all'interno della serialità televisiva scandinava, e non solo, è il frutto di una sinergia tra produzione (industrie letteraria, cinematografica e televisiva) e pubblico. Secondo alcuni studiosi, il pubblico è attratto dalla dissonanza che si viene a creare nel racconto tra la quotidianità della società rappresentata e la violenza dell'atto criminale. 
Il Nordic Noir e le sue specifiche strategie estetico-narrative si dimostrano subito un fenomeno transnazionale, costruito sulla logiche della glocalizzazione. La rappresentazione delle specificità sociali e culturali dei paesi scandinavi e delle loro identità locali, cioè, è un elemento fondamentale della crescente popolarità internazionale di queste serie televisive. L'influenza del Nordic Noir va ben oltre la zona scandinava e riflette gli effetti della globalizzazione, della migrazione e dell’aumento dell’integrazione europea e non. Diverse serie televisive europee e nord americane hanno infatti assorbito gli stilemi del Nordic Noir, apportando però delle modifiche e inserendo altre caratteristiche tipiche di generi differenti. Un esempio è la rinuncia al naturalismo in favore dell’aggiunta di elementi sovrannaturali e fantascientifici (Stranger Things, Dark).
Il Nordic Noir si contraddistingue per la ricorrenza di alcuni elementi:

### Elementi stilistici
- L'ambientazione è caratterizzata da scene girate in luoghi naturalistici e desolati;
- La fotografia è cupa, satura, con tonalità cromatiche tendenti al grigio o al blu;
- Vengono usate molte inquadrature long take e a camera fluttuante;
- La musica ha prevalenza melodica, creata per dare un senso di inquietudine;[10]

### Elementi narrativi
- Il ritmo della narrazione è lento, con dialoghi brevi alternati da momenti di riflessione;
- C'è una coppia di personaggi protagonisti, spesso contraddistinti da una personalità forte, e caratteri tra loro complementari (come le coppie di detective in The Bridge e Broadchurch);
- Tra le tematiche ricorrenti troviamo quelle del bambino/ragazza morto/scomparso che danno il via alla trama (The Killing e Pantano);[8]
- La forma narrativa utilizzata è quella della long form seriality che è usata sia per mantenere alto l'interesse del pubblico sia per sviluppare una narrazione complessa;

### Elementi tematici
- La narrazione è strutturata in modo tale per cui, accanto a un filo narrativo che segue il corso delle indagini, si intrecciano altri fili narrativi legati invece a questioni di critica sociale (Double Storytelling)[10] che portano a un confronto fra la società/famiglia e il crimine;
- I personaggi, specialmente i detective protagonisti, nonostante siano segnati da diversi problemi personali collaborano per il bene comune;
- I sentimenti dei personaggi e gli ambienti in cui sono inseriti sono descritti con realismo per evidenziare il tema della critica sociale;
- Per quanto la società sia problematica (criminalità organizzata, terrorismo), permane sempre un senso di speranza, che solitamente si concretizza nel finale.[8]

## Il noir scandinavo in Italia
La casa editrice Marsilio Editori, che già pubblicava in passato sotto la collana Farfalle romanzi di diversi autori scandinavi, a seguito del grande successo ottenuto con la trilogia Millennium di Stieg Larsson (poi divenuta una serie grazie a David Lagercrantz), ha creato una collana, denominata Giallosvezia, dedicata alla pubblicazione di romanzi noir nordici. A dispetto del nome della collana i romanzi non sono quindi solamente di autori svedesi, ma di tutto il noir nordico, comprendente gran parte degli autori sopra menzionati.